# Рага-рок
Рага-рок — термин, появившийся во второй половине 1960-х годов и призванный описать и обобщить первые результаты экспериментального синтеза рок-музыки и индийской музыкальной культуры.
Впоследствии значение его расширилось и он стал использоваться как в отношении индийских исполнителей, использующих в своем творчестве элементы современной западной музыки, так и по отношению к разновидностям рок- и композициям в стиле эмбиент, содержащим в себе элементы, мотивы, связанные с южноазиатскими (Индонезия, Шри Ланка и др.) музыкальными традициями
Возникновение термина в 60-х годах было связано прежде всего со стремительным ростом популярности на Западе индийской музыки и индийских исполнителей — таких, как Рави Шанкар и Али Акбар Хан (Ali Akbar Khan).
Первыми известными поп- и рок-группами, использовавшими индийские влияния в своем творчестве, были The Beatles (альбомы Rubber Soul (1965) и Revolver, 1966) и Traffic (альбом Mr. Fantasy, 1967), а также The Kinks, The Yardbirds и The Rolling Stones. Для раннего рага-рока были характерны ритмическая цикличность, специфические звуковые орнаменты (санскр. — gamaka), использование экзотических музыкальных рисунков и аранжировок, а также продолжительные импровизации, рассчитанные на достижение гипнотического эффекта.
Впоследствии влияние рага-рока проникло в творчество фолк-групп (Quintessence, Fit & Limo, Flute & Voice), исполнителей прогрессивного рока и джаз-фьюжн (Mahavishnu Orchestra, Джон МакЛафлин, Субраманиам и др.), а также краут-рока (Popol Vuh). Ключевыми пластинками жанра ресурс «Prog Archives» называет «Natural Elements» (Shakti & John McLaughlin, 1977), «Magic Carpet» (Magic Carpet, 1972) и «Crawling To Lhasa» (Сalacakra, 1972).
К началу 90-х годов XX века термин утратил специфичность и сейчас используется в самом широком смысле — по отношению к любым разновидностям рок- и поп-музыки, содержащей в себе элементы, мотивы, аранжировки, так или иначе связанные с южноазиатскими музыкальными традициями.